# Apatura sordioduni
Apatura sordioduni är en fjärilsart som beskrevs av Heslop 1964. Apatura sordioduni ingår i släktet Apatura och familjen praktfjärilar. Inga underarter finns listade i Catalogue of Life.